# 拟缘䱀
拟缘䱀（学名：Liobagrus marginatoides）为輻鰭魚綱鯰形目钝头鮠科䱀属的鱼类，是中国的特有物种。分布于长江上游水系等，體長可達8.5公分。该物种的模式产地在四川。